# Magyar Felnőttképzési Centrum
A Magyar Felnőttképzési Centrum (jogelőd: Next Oktatási Kft.) Kelet-Magyarország egyik legnagyobb felnőttképző intézménye, amely fő tevékenysége a felnőtt-szakképzés, és az ezzel összefüggő oktatási tevékenység, tanterv- és tananyagfejlesztés, egyéni, intézményi, vállalati, állami, közösségi megkeresések alapján.

## Tevékenységi körök
A Felnőttképző Intézmény (felnőttképzési tevékenység végzését engedélyező hatóság nyilvántartásában szereplő nyilvántartásba vételi száma: B/2020/007662) tevékenysége az elmúlt években folyamatos volt. A jogelőd már a megalakulásakor is szervezett OKJ szerinti képzéseket, majd oktatta a hallgatókat, de a Centrum megalakulása után 2020-ban megtervezésre, majd 2021 elejétől beindításra kerültek az intézmény saját képzései is (fő hangsúlyt helyezve a vadász, az építőipari és a kereskedelmi végzettséget adó tanfolyamokra).
Az intézmény jó kapcsolatot ápol számos felnőttképzési intézménnyel az ország egész területén. Számos partnerségi megállapodást kötött más képzőintézményekkel, gyárakkal, kereskedelmi és vendéglátóipari egységekkel, hogy a tanulók az elméleti képzés mellett a gyakorlati ismereteket is a megfelelő körülmények között, gyakorlott szakemberektől tudják elsajátítani. 
Az említett együttműködések keretében sikerrel zárult számos EU-s és országos pályázati projekt is.
Az intézményre jellemző a modern pedagógiai szemlélet. Minden képzés esetében azt az elvet vallja, hogy a felnőttképzésben törekedni kell arra, hogy a tanuló már az órán a lehető legtöbb tananyagot sajátítsa el, és ne vagy csak kevéssé legyen rákényszerülve az otthoni klasszikus tanulásra. Ebben az esetben sokkal nagyobb a tanár felelőssége, az a módszer sokkal komolyabb pedagógiai munkát kíván az oktatóktól. Az itt oktató tanárok nem csak szakirányukat tekintve magasan képzettek, de pedagógiai oktató-nevelő munkájuk is kiemelkedő. Néhány éve elmaradt a frontális, klasszikus oktatási módszer, és előtérbe kerültek olyan haladóbb módszerek, mint a "csoportos tananyagfeldolgozás", "közös projektmunka". Így nagyban növekszik a tanulásra fordított idő hatékonysága, ami a vizsgaeredményeken is meglátszik.
A Centrum oktatói elismertségük és felkészültségük mellett, az új felnőttoktatási és vizsgáztatási rendszer számos vizsgaközpontja által felkért vizsgáztatóként szerepelnek szinte az ország egész területén.

## A Centrum képzései
2021-ig több mint 2000 hallgató számára szervezett képzéseket, és készítette fel őket a vizsgára.
A képzések elméleti fázisát többnyire online, interaktív anyagokkal bonyolítja le, a gyakorlati részt pedig az ország legelismertebb szakmai gyakorlati helyein valósítja meg.